# Ночные воришки
Ночные воришки — фильм режиссёра Сэмюэла Фуллера, выпущенный в 1984 году.

## Сюжет
Случайная встреча двух молодых безработных Изабель и Франсуа приводит к череде незапланированных событий. Мечта Франсуа всё же сбудется, но будет ли это уже иметь значение? 
Влюблённые друг в друга, после того как у них заканчиваются деньги, решаются на кражу, не зная, что за нею последует второе, а затем и третье преступление. Объектами для воровства главные герои выбирают тех, кто оскорблял и унижал их, желая тем самым отомстить им. Во время их преступления гибнет человек, и это приводит к фатальной развязке.

## В ролях
- Вероник Жанно — Изабель
- Бобби де Чико — Франсуа
- Виктор Лану — инспектор Фарбе
- Стефан Одран — мать Изабеллы
- Камилла де Казабьянка — Коринна
- Клод Шаброль — Луи Крепен

## Номинации
- Берлинский международный кинофестиваль (1984) — Золотой медведь.